# Camille Hyde
Camille Hyde (Washington, D.C., 11 de novembro de 1993) é uma atriz e ambientalista estadunidense mais conhecido por seu papel como Ranger Rosa (Shelby Watkins) na franquia de séries Power Rangers, na 22ª temporada Dino Charge e sua continuação Dino Supercharge; Roxy em The Thundermans; Gabi Granger na série Netflix, Vândalo Americano; e Alexandra Cabot na série spin-off de Riverdale, Katy Keene.

## Biografia

### Infância e Juventude
Ela começou a mostrar interesse em entretenimento no pré-escolar. Camille cantou e atuou nos musicais de sua escola durante toda a infância. Quando ela ficou mais velha, aos 17 anos, mudou-se para Los Angeles, Califórnia, para elevar sua carreira de atriz enquanto estudava ao mesmo tempo na Chapman University, onde se formou em política e ciência ambiental. Enquanto estava em Chapman, seu amor por cavalos a levou a se tornar membro do clube equestre, mais tarde se tornou o presidente do clube. Ela também é uma amazona equestre em competições de equitação.

### Profissional

#### Power Rangers
Em um processo de audição com mais de 2.000 mulheres de todas as etnias, aos 21 anos, Camille conquistou o papel de Ranger Rosa, sendo ela é a primeira afro-americana a interpretar o papel que a não incluía etnia no perfil da audição. Ela atribui seu sucesso aos cursos de atuação que fez em Chapman e sua determinação em manter o foco nas audições iniciais e de retorno. No papel de Shelby, seguiu por meses na Nova Zelândia, onde a série é filmada, treinando artes marciais e longos dias de trabalho.

#### Katy Keene
Em fevereiro de 2019, Hyde foi escalada para interpretar Alexandra Cabot, uma socialite nova-iorquina poderosa, experiente e chique que é vice-presidente sênior na companhia de seu pai. Ambos respeitados e temidos, Alexandra é competitiva como o seu irmão, que tem uma visão muito diferente para a gravadora.

## Carreira
| Ano       | Papel                        | Trabalho                       | Formato                   |
| --------- | ---------------------------- | ------------------------------ | ------------------------- |
| 2015      | Ranger Rosa (Shelby Watkins) | Power Rangers Dino Charge      | série de TV (Nickelodeon) |
| 2016      | Ranger Rosa (Shelby Watkins) | Power Rangers Dino Supercharge | série de TV (Nickelodeon) |
| 2016      | Roxy                         | The Thundermans                | série de TV (Nickelodeon) |
| 2017      | Gabi Granger                 | Vândalo Americano              | série (Netflix)           |
| 2017      | Bunny                        | Duas Garotas em Apuros         | série de TV (CBS)         |
| 2017      | Tina Mills                   | Plantão Noturno                | série de TV (NBC)         |
| 2017      | Madison                      | Versus                         | Web-série (AwesomenessTV) |
| 2017-2018 | Debra DeMarco                | Mr. Student Body President     | série (Go 90)             |
| 2018      | Asha / Mara                  | The Good Doctor: O Bom Doutor  | série de TV (ABC)         |
| 2018      | Lena                         | Tudo Sobre os Washingtons      | série (Netflix)           |
| 2018      | Rebecca                      | Heathers                       | série de TV (Paramount)   |
| 2020      | Alexandra Cabot              | Katy Keene                     | série de TV (CW)          |